# Chaumière de Du Fu
La chaumière de Du Fu (杜甫草堂, Dù Fǔ Cǎotáng) est un parc et un musée de 97 000 m² dédié au poète Du Fu (712-770). Situé en Chine, au Sichuan dans l'ouest de Chengdu, le site est classé dans la liste des monuments historiques nationaux (1-120) depuis 1961.

## Histoire
En 759, à la suite de la révolte d'An Lushan, Du Fu se réfugie à Chengdu, construit une hutte près du ruisseau Huanhua Xi et y vit pendant quatre ans. La période de la chaumière marque l'apogée de la créativité de Du Fu, au cours de laquelle il écrit deux cent quarante poèmes, parmi lesquels Chanson sur ma chaumière abîmée par le vent d'automne et Le Premier ministre de Shou.

## Musée
La hutte d'origine construite par Du Fu n'existe plus. Les principaux bâtiments du parc actuel  ont été construits au début du XVIe siècle sous la dynastie des Ming et rénovés en 1811 sous la dynastie des Qing.
Il se compose de plusieurs éléments :
- Le sanctuaire de Du Gongbu (工部祠, Gōngbù Cí) : c'est l'endroit où la vie et l'œuvre de Du Fu étaient exposées. La bibliothèque présentait des œuvres de Du Fu, dont certaines éditions rares en bois sculpté datant de la dynastie Song. La section des langues étrangères présente un grand nombre de traduction des œuvres de Du Fu. Du Gongbu est l'un des pseudonymes de Du Fu.

- La chaumière de Du Fu : c'est une reconstruction qui recrée  l'environnement de vie et de travail à l'époque de Du Fu avec un bureau, une chambre et une cuisine.

- Le hall des grands poètes (大雅堂, Dàyǎ Táng) : c'est une salle d'exposition avec une peinture murale de 16 mètres de long sur 4 mètres de haut représentant des scènes des poèmes de Du Fu Chanson sur ma chaumière abîmée par le vent d'automne et Un chant de guerre. Elle abrite également des statues de douze célèbres poètes chinois (notamment Qu Yuan, Tao Qian, Li Bai, Wang Wei, Su Shi, Li Qingzhao, Lu You).

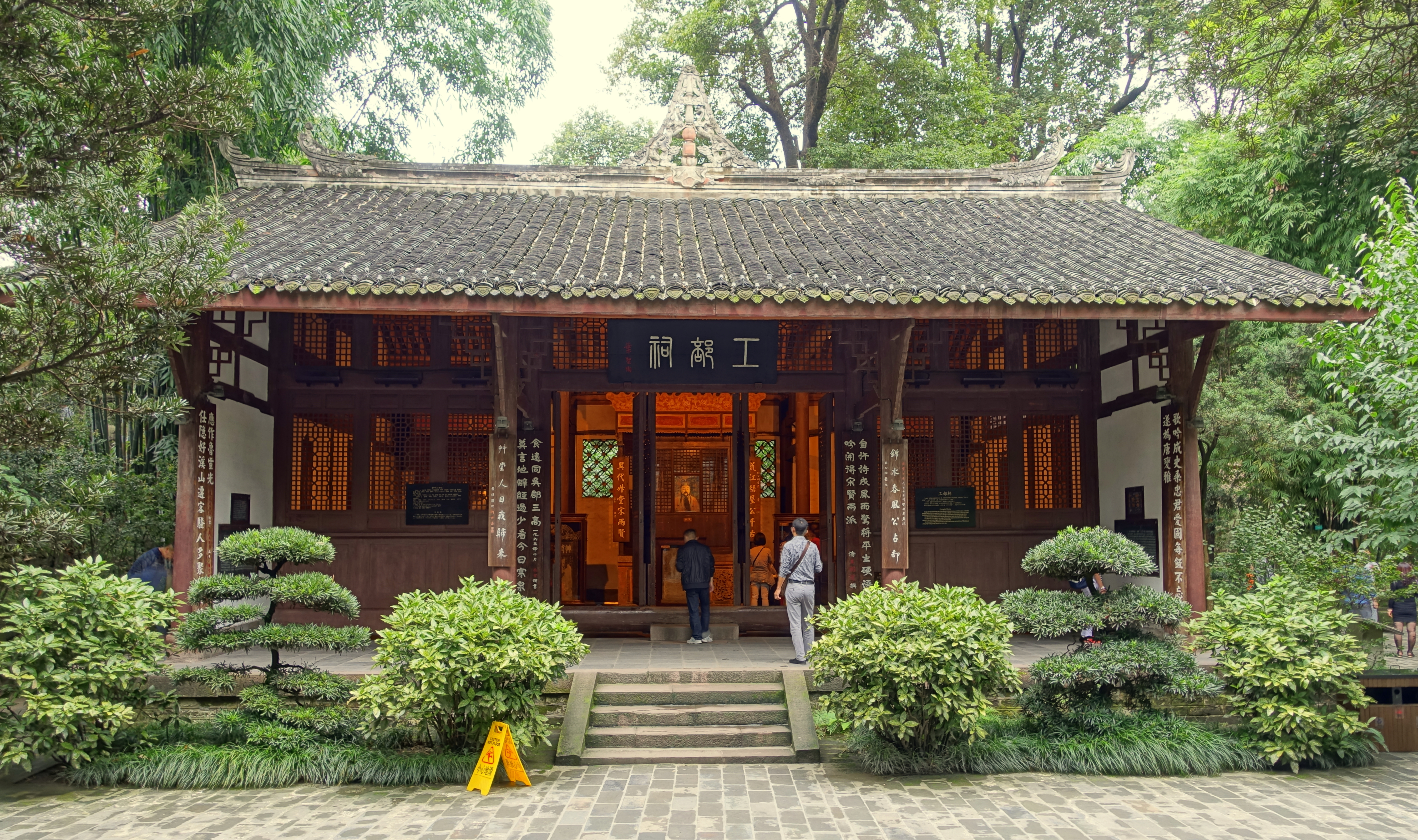
Sanctuaire de Du Gongbu
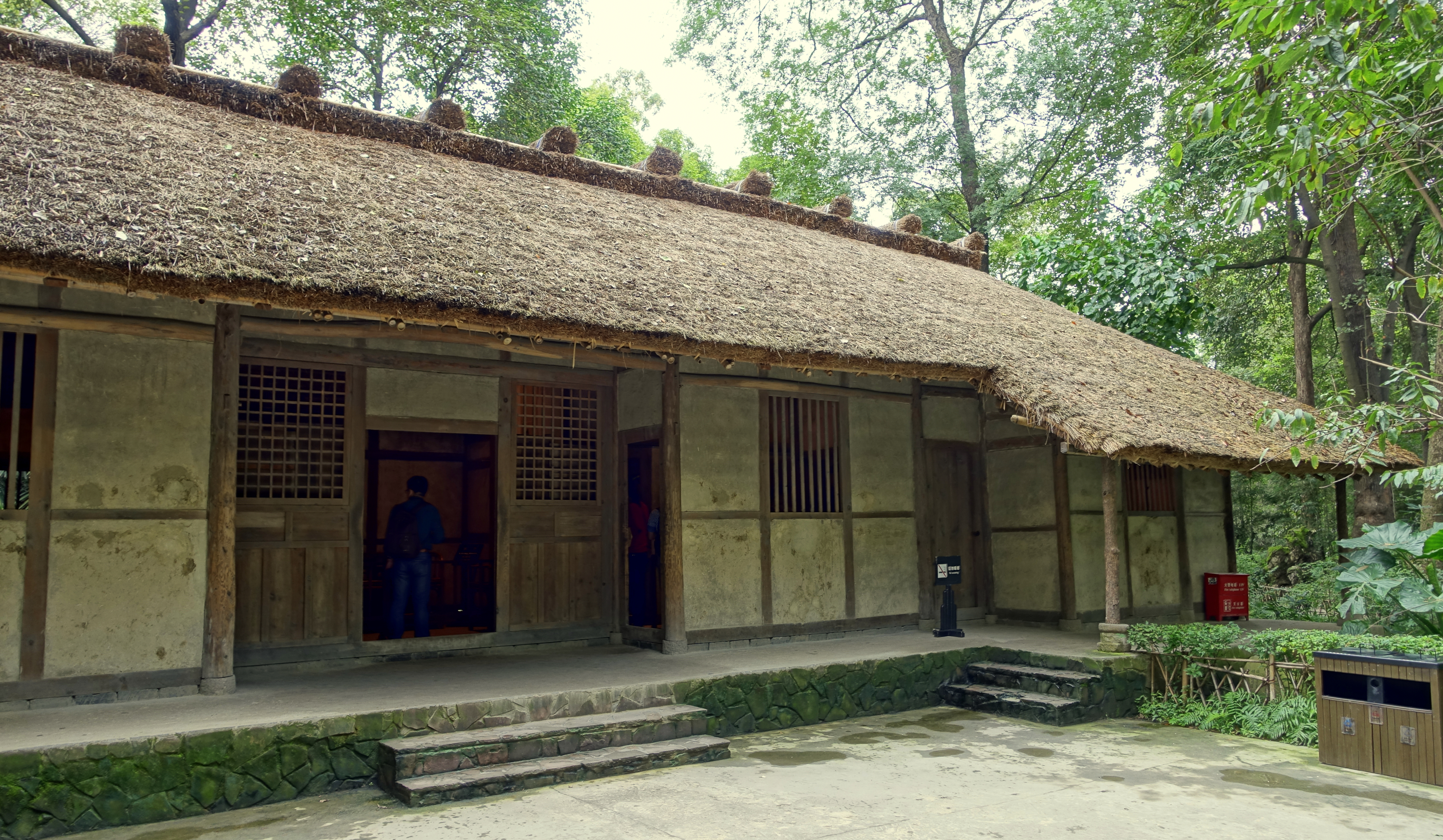
Reconstruction de la chaumière
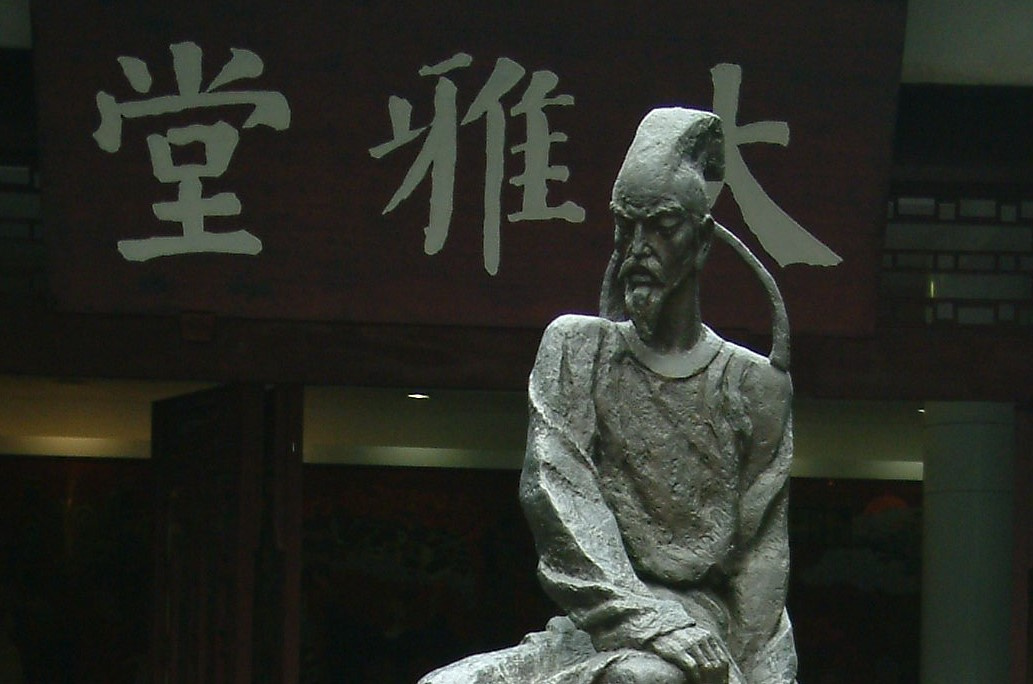
Sculpture de Du Fu en bronze devant le hall des grands poètes

- (en) Cet article est partiellement ou en totalité issu de l’article de Wikipédia en anglais intitulé « Du Fu Thatched Cottage » (voir la liste des auteurs).